# Теркс и Кејкос на Светском првенству у атлетици на отвореном 2015.
Теркс и Кејкос је учествовао на Светском првенству у атлетици на отвореном 2015. одржаном у Пекингу од 22. до 30. августа седми пут. Репрезентацију Теркса и Кејкоса представљао је један такмичар који се такмичио у скоку удаљ.,
На овом првенству Теркс и Кејкос није освојио ниједну медаљу, нити је постигнут неки рекорд.

## Учесници
Мушкарци:
- Ifeanye Otuonye — Скок удаљ

## Резултати

### Мушкарци
| Атлетичар       | Дисциплина | Лични рекорд | Квалификације | Квалификације | Финале               | Финале               | Детаљи |
| Атлетичар       | Дисциплина | Лични рекорд | Резултат      | Место         | Резултат             | Место                | Детаљи |
| --------------- | ---------- | ------------ | ------------- | ------------- | -------------------- | -------------------- | ------ |
| Ifeanye Otuonye | Скок удаљ  | 7,87 НР      | без пласмана  | без пласмана  | Није се квалификовао | Није се квалификовао |        |